# Samuel Cuburu
Samuel Abdul Cuburu Cano (Orizaba; 20 de febrero de 1928-?) fue un futbolista mexicano. Durante la Copa Mundial de Fútbol de 1950 jugó contra Yugoslavia, en el partido en que se perdió por marcador de 1–4.  Jugó también durante las Eliminatorias para la Copa Mundial de la FIFA en los partidos contra Cuba (0–3).

## Participaciones en Copas del Mundo
| Mundial                        | Sede   | Resultado    |
| ------------------------------ | ------ | ------------ |
| Copa Mundial de Fútbol de 1950 | Brasil | Primera Fase |

## Clubes
| Club      | País   | Año       |
| --------- | ------ | --------- |
| Puebla    | México | 1947-1952 |
| Zacatepec | México | 1952-1956 |
| Cuautla   | México | 1956-1961 |

## Palmarés

### Títulos nacionales
| Título           | Equipo    | País   | Año     |
| ---------------- | --------- | ------ | ------- |
| Primera División | Zacatepec | México | 1954-55 |